# 南丰县
南丰县是中国江西省抚州市所辖的一个县，人口多为汉族江右民系 ，是鄱陽湖生態經濟區、海西經濟區、生態文明先行示範區、贛閩產業合作示範區等發展戰略疊加區。縣人民政府駐琴城镇。

## 历史
三国吴太平二年（257年），析南城县南部设丰县，为与徐州丰县相别，故称南丰县。隶临川郡。
元至元十九年（1282年）升南丰县为南丰州，直属江西行中书省。明洪武三年（1370年）恢复南丰州为南丰县，隶属于建昌府。
民国废府后直属于省。民国初期，属豫章道。1927年废豫章道，后属江西省第七区，驻地在琴城镇。
1949年后属抚州地区（抚州市）。

## 地理
东西为山地，中部为抚河谷地。

## 行政区划
南丰县下辖7个镇、5个乡：
琴城镇、太和镇、白舍镇、市山镇、洽湾镇、桑田镇、紫霄镇、三溪乡、东坪乡、莱溪乡、太源乡、傅坊乡、南丰县长红垦殖场和南丰工业园区。

## 人口
2020年，南丰县常住人口为271888人，男性人口占比51.56%，女性人口占比48.44%，年龄结构中0-14岁占比22.76%，15-59岁占比61.13%，60岁以上占比16.11%，65岁以上占比11.5%。

## 交通
- 公路： 206国道、 济广高速
- 铁路：鹰汕铁路（鹰潭--抚州--瑞金--梅州--汕头）铁路（规划中）昌福铁路

## 风景名胜
- 百花桥、横石山、滴水岩、杨梅寨、寒步岭、戈镰石、紫霄观，均为丹霞地貌景观
- 曾巩纪念馆
- 地藏寺
- 军峰山，海拔1760米
- 潭湖水库

## 历史文化街区
1. 望仙桥历史文化街区
2. 攀桂坊历史文化街区
3. 盱江西路历史文化街区
4. 盱江东路历史文化街区

## 特产
南丰蜜桔：中国地理标志产品。开元年间，南丰已经成为柑桔主要产区，盛年产量达亿斤以上，且所产柑桔已被列为皇室贡品。由此推断，其种植早于浙江黄岩蜜桔和温州瓯柑，迄今已有1300多年的历史。南丰蜜桔味甘质美，有皮薄、无核或少核、无渣或少渣、汁多浓甜、香气馥郁、色泽金黄、营养丰富的特点，还以其个小，被称为“金钱蜜桔”，上世纪五十年代斯大林品尝后赞誉为“桔中之王”。1962年，南丰蜜桔被评为全国10大良种之一，1986、1989年连续两届被评为全国优质水果，在“99中国国际农民博览会”上被评为名牌产品，南丰县也于1995年被农业部命名为“中国南丰蜜桔之乡”。
南丰泥炉：清光绪十三年（1887），南丰县始产泥炉，有柴炉、炭炉等，曾统称盐炉，1953年更名为南丰泥炉。原料为粘性泥土，生产工序有炼泥、压坯、刨皮、磨光、打底、底盘、包装等。因式样美观，色泽乳白，承受力强，高温不裂，经久耐用，百余年来一直为南丰一大特产。 
南丰腌菜：又称“傩菜”，系卷心芥菜经传统工艺腌制加工而成。是南丰农家栽种、加工历史较长的又一地方特色农产品。